# Brücken (Mömbris)

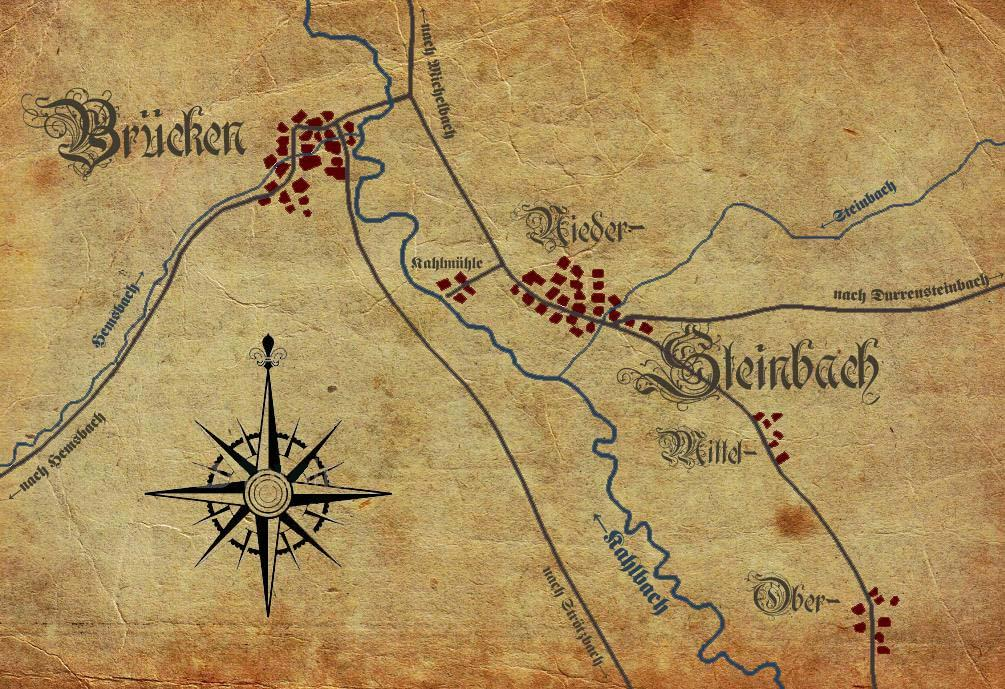
Brücken um 1850

Brücken ist ein Gemeindeteil des Marktes Mömbris im unterfränkischen Landkreis Aschaffenburg in Bayern.

## Geographie
Das Dorf Brücken liegt im mittleren Kahlgrund auf 160 m ü. NHN, zwischen Hemsbach und Niedersteinbach an der Kahl. Oberhalb des Ortes befindet sich am nördlichen Hahnenkammrücken (Hohen Mark) der nach ihm benannte Hahnenkammsee. In der Nähe der Gemeindekläranlage, unterhalb des Giftigen Berges, befand sich im Mittelalter das nicht mehr bestehende Dorf Wohnstadt. Im Süden reicht Brücken bis an die steilen Hänge der Daunert. Brücken und Strötzbach sind baulich zusammengewachsen.
Durch den Ort verläuft die Bahnstrecke Kahl–Schöllkrippen, der Kahltal-Spessart-Radweg und der Fränkische Marienweg.

## Name
Es wird fälschlicherweise oft angenommen, dass der Name Brücken daher kommt, dass der Ort an einer Brücke über die Kahl liegt. Der Name hat seinen Ursprung aber vom Wort Bruch, das Sumpf bedeutet. Im Kahlgründer Dialekt wird der Ort „Bregge“ genannt.

## Geschichte
Am 1. Juli 1862 wurde das Bezirksamt Alzenau gebildet, auf dessen Verwaltungsgebiet Brücken lag. 1939 wurde wie überall im Deutschen Reich die Bezeichnung Landkreis eingeführt. Brücken gehörte nun zum Landkreis Alzenau in Unterfranken (Kfz-Kennzeichen ALZ). Mit Auflösung des Landkreises Alzenau im Jahre 1972 kam Brücken in den neu gebildeten Landkreis Aschaffenburg (Kfz-Kennzeichen AB).
Bis 1930 gehörte der Ort kirchlich zu Mömbris, was für die Bürger einen Fußmarsch zum Gottesdienst von fast einer Stunde bedeutete, seither zum unmittelbar benachbarten Niedersteinbach, das eine selbständige Pfarrei wurde. Unabhängig davon besaßen die Brückener seit dem 18. Jahrhundert ihre eigene Kapelle.

## Wendelinus-Kapelle

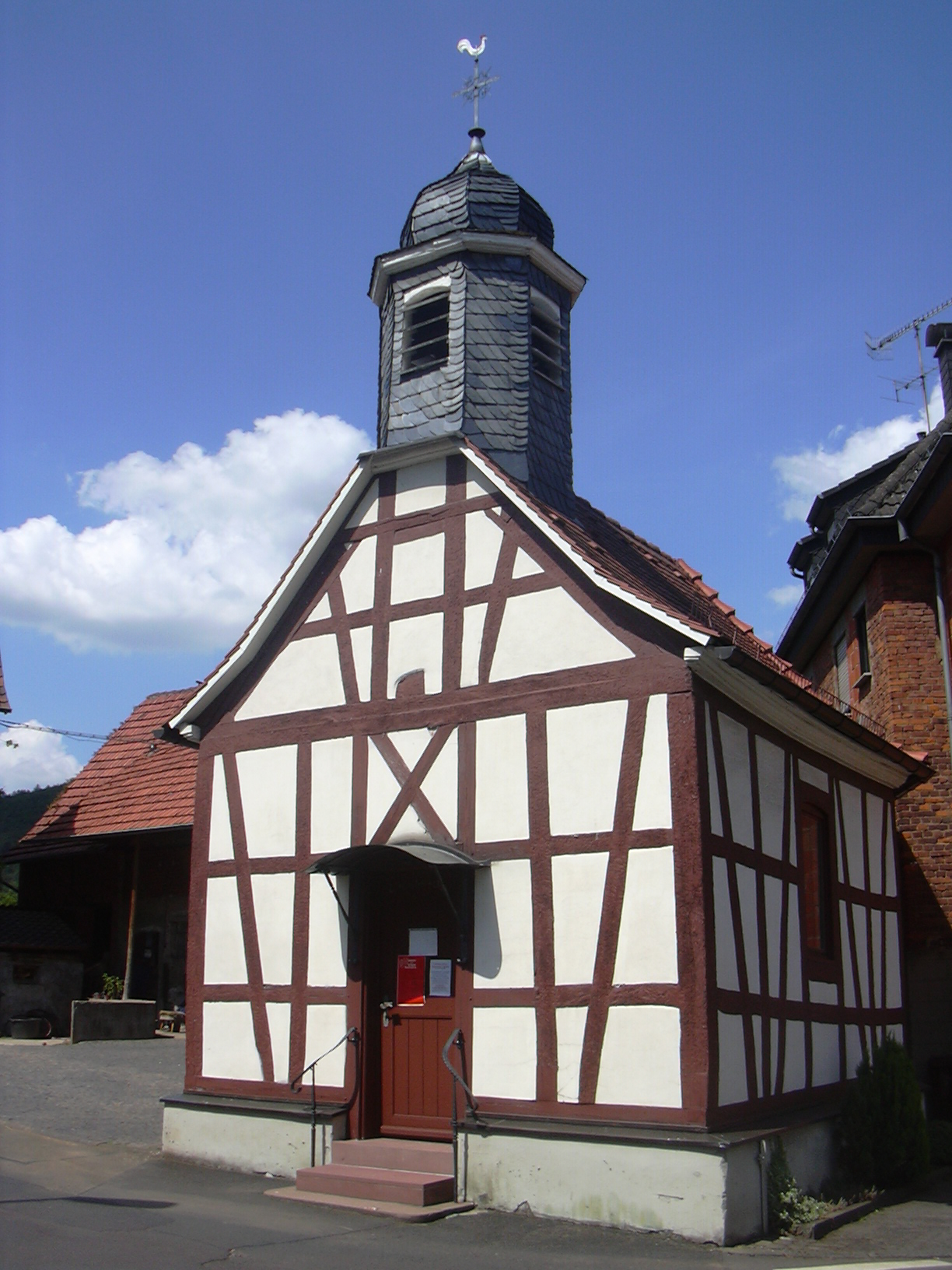
Wendelinuskapelle Brücken

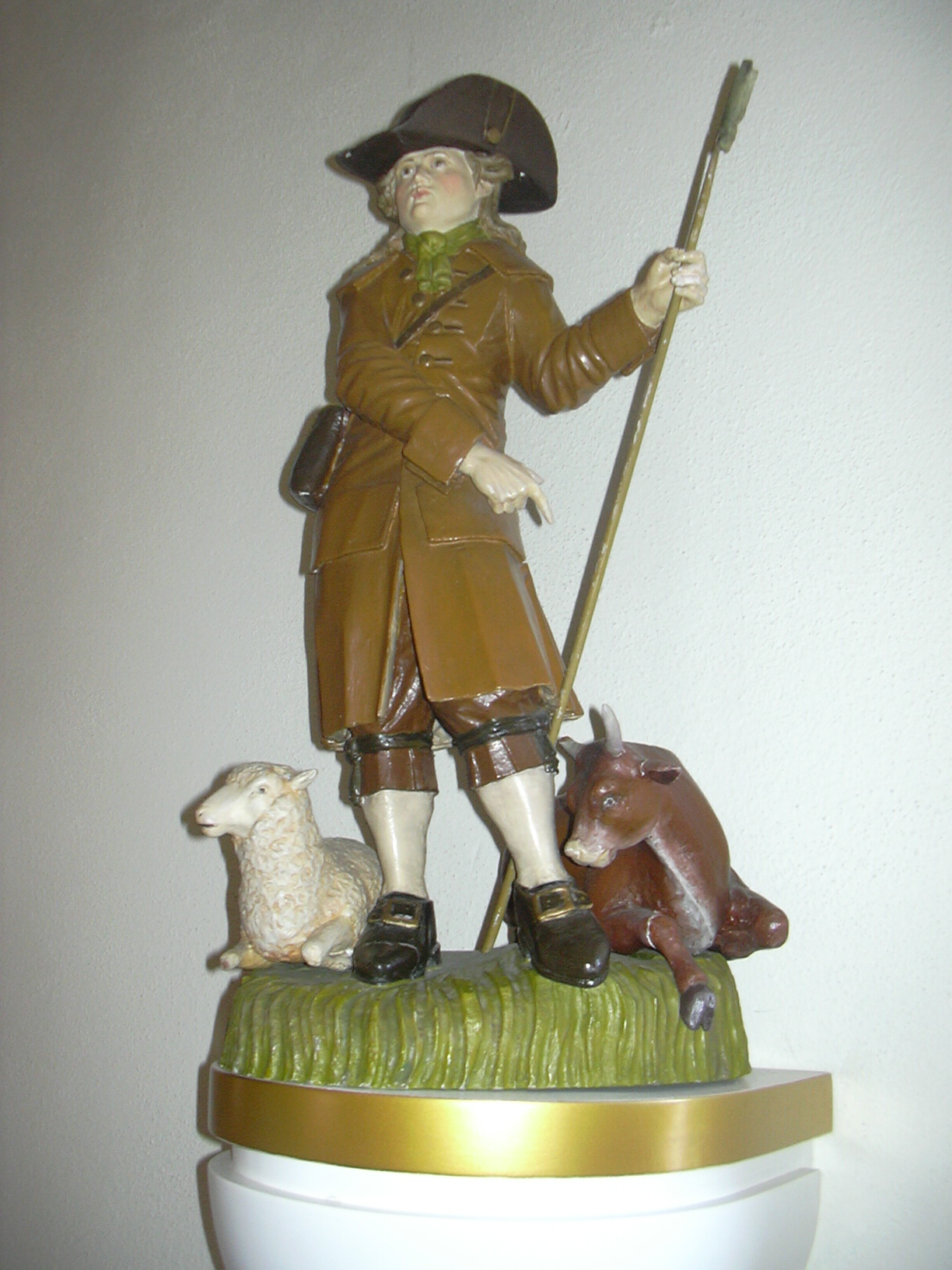
Wendelinus-Statue in der Brückener Kapelle

Diese dem Heiligen Wendelinus geweihte Kapelle in Fachwerk, die aus Dank zur Errettung von einer Viehseuche errichtet wurde, ist der auffälligste Bau des Ortszentrums. Wendelinus ist der Schutzpatron der Hirten, und die Kapelle birgt eine Statue des Heiligen mit seinen charakteristischen Attributen (Pilgerstab, Ochse, Schaf). Geweiht wurde sie 1905. Ihre Glocke wurde 1910 in der Glocken- und Metallgießerei Gebrüder Klaus (Heidingsfeld) gegossen.
1955 wurde sie bei einer Restaurierung verputzt, 1968 das Fachwerk wieder freigelegt und in den Jahren 1992–94 erneut restauriert.

## Baudenkmäler
- Gemeindebackhaus (Brücken)